# Marlies Oberholzer
Marlies Oberholzer, née le 25 avril 1958 à Goldingen, est une skieuse alpine suisse.

## Carrière
Marlies Oberholzer monte sur le podium d'une épreuve de Coupe du monde à l'âge de 17 ans, le 21 janvier 1976. Lors de la descente de Bad Gastein (Autriche), perturbée par le brouillard et la neige fraîche, elle termine au deuxième rang derrière sa compatriote Doris de Agostini. Trois semaines plus tard, elle participe aux Jeux olympiques d'Innsbruck où elle est 8e de la descente et 26e du slalom géant. Vingt-sixième du classement général de la Coupe du monde 1975-1976, elle est ensuite 35e en 1976-1977 et 36e en 1977-1978.

## Palmarès

### Jeux olympiques d'hiver
| Épreuve / Édition | Innsbruck 1976 |
| Descente          | 8e             |
| Slalom            | 26e            |

## Coupe du monde
- Meilleur classement général : 26e en 1976
- Un podium (2e place lors de la descente de Bad Gastein en 1976)